# Marcel Reichwein
Marcel Reichwein (Hadamar, 1986. február 21. –) német labdarúgó, a Preußen Münster csatára.